# Telchinia oreas
Telchinia oreas is een vlinder uit de familie van de Nymphalidae. De wetenschappelijke naam van de soort is voor het eerst gepubliceerd in 1891 door Emily Mary Bowdler Sharpe.

## Verspreiding
De soort komt voor in Nigeria, Kameroen, Equatoriaal Guinee, Zuid-Soedan, Congo-Kinshasa, Oeganda, Kenia, Rwanda, Burundi, Tanzania, Angola en Zambia. 

## Habitat
Afhankelijk van de plaats komt deze vlinder voor in bossen tussen 1300 en 2000 meter (Nigeria en Kameroen) en tussen 800 en 2400 meter hoogte (Tanzania). Deze soort heeft verschillende populaties in geïsoleerde berggebieden, maar deze vertonen onderling weinig variatie.

## Waardplanten
De rups leeft op Scepocarpus cordifolius en Scepocarpus hypselodendron (Urticaceae).

## Ondersoorten
- Telchinia oreas oreas (Sharpe, 1891) (Zuid-Soedan, Congo-Kinshasa (Ituri, Noord-Kivu, Shaba), Oeganda, West-Kenia, Rwanda, Burundi, Noord- en West-Tanzania, Angola en Noord-Zambia)
  - = Acraea angolanus Lathy, 1906
- Telchinia oreas oboti (Collins & Larsen, 2000) (Nigeria, Kameroen)
  - = Acraea oreas oboti Collins & Larsen, 2000